# EHF Champions League 2025-2026 (maschile)
L'EHF Champions League 2025-2026 sarà la 66ª edizione della Champions League, organizzata dall'EHF per squadre maschili di pallamano.

## Formato
Le sedici squadre sono divise in due gruppi da otto componenti ciascuno; viene disputato un girone all'italiana, con partite di andata e ritorno. Al termine delle gare del girone, le prime due classificate si qualificano direttamente ai quarti di finale, le squadre classificatesi dal terzo al sesto posto invece disputano gli ottavi di finale. 
Negli ottavi e nei quarti di finale si giocano sfide di andata e ritorno: chi nel punteggio complessivo vince, passa al turno successivo. Per quanto riguarda le Final Four, si disputano due semifinali in gara secca, dove le vincenti si sfideranno nuovamente in gara unica per la vittoria del torneo.

## Squadre partecipanti
Sulle sedici squadre partecipanti, dieci sono qualificate di diritto mentre alle altre sei verranno assegnate delle wild card. A fare domanda per le wild card sono state nove squadre. Il 24 giugno l'EHF ha ufficializzato le squadre partecipanti alla stagione 2025-2026.
| Ammesse direttamente | Ammesse direttamente | Ammesse direttamente | Ammesse direttamente |
| -------------------- | -------------------- | -------------------- | -------------------- |
| Zagabria             | Aalborg              | Barcellona           |                      |
| Paris-Saint Germain  | Füchse Berlino       | Magdeburgo           |                      |
| Veszprém             | Wisła Płock          | Sporting CP          |                      |
| Dinamo Bucarest      |                      |                      |                      |
| Ammesse su invito    |                      |                      |                      |
| GOG                  | Nantes               | Pick Szeged          |                      |
| Pelister             | Kolstad              | Kielce               |                      |

## Fase a gironi

### Girone A
| Pos | Squadra         | G | V | N | P | GF | GS | DG | Pt | Qualificazione |
| --- | --------------- | - | - | - | - | -- | -- | -- | -- | -------------- |
| 1   | Aalborg         | 0 | 0 | 0 | 0 | 0  | 0  | 0  | 0  | Quarti         |
| 2   | Füchse Berlino  | 0 | 0 | 0 | 0 | 0  | 0  | 0  | 0  | Quarti         |
| 3   | Veszprém        | 0 | 0 | 0 | 0 | 0  | 0  | 0  | 0  | Playoff        |
| 4   | Kielce          | 0 | 0 | 0 | 0 | 0  | 0  | 0  | 0  | Playoff        |
| 5   | Nantes          | 0 | 0 | 0 | 0 | 0  | 0  | 0  | 0  | Playoff        |
| 6   | Sporting CP     | 0 | 0 | 0 | 0 | 0  | 0  | 0  | 0  | Playoff        |
| 7   | Dinamo Bucarest | 0 | 0 | 0 | 0 | 0  | 0  | 0  | 0  |                |
| 8   | Kolstad         | 0 | 0 | 0 | 0 | 0  | 0  | 0  | 0  |                |

### Girone B
| Pos | Squadra             | G | V | N | P | GF | GS | DG | Pt | Qualificazione |
| --- | ------------------- | - | - | - | - | -- | -- | -- | -- | -------------- |
| 1   | Wisła Płock         | 0 | 0 | 0 | 0 | 0  | 0  | 0  | 0  | Quarti         |
| 2   | Barcellona          | 0 | 0 | 0 | 0 | 0  | 0  | 0  | 0  | Quarti         |
| 3   | Paris-Saint Germain | 0 | 0 | 0 | 0 | 0  | 0  | 0  | 0  | Playoff        |
| 4   | GOG                 | 0 | 0 | 0 | 0 | 0  | 0  | 0  | 0  | Playoff        |
| 5   | Magdeburgo          | 0 | 0 | 0 | 0 | 0  | 0  | 0  | 0  | Playoff        |
| 6   | Pick Szeged         | 0 | 0 | 0 | 0 | 0  | 0  | 0  | 0  | Playoff        |
| 7   | Zagabria            | 0 | 0 | 0 | 0 | 0  | 0  | 0  | 0  |                |
| 8   | Pelister            | 0 | 0 | 0 | 0 | 0  | 0  | 0  | 0  |                |